# Chiastic Slide
Chiastic Slide lanzado en 1997 por Warp Records, es el cuarto álbum de la banda de música electrónica Autechre. Como muchos lanzamientos del sello, el álbum se encasilla generalmente dentro del IDM, sin embargo, muchos lo describen como una obra de música experimental o techno experimental.
Chiastic Slide marcaría un nuevo rumbo en la carrera de Autechre que continuaría con álbumes como "Confield".
Un rumor alega que Trent Reznor, de Nine Inch Nails, supuestamente habría encontrado al disco muy experimental para su ahora difunto sello Nothing Records. Sin embargo, esta teoría ignora el hecho de que sí escogió a los no menos controvertidos "LP5" y "EP7".

## Lista de temas
1. Cipater" – 8:56
2. "Rettic AC" – 2:08
3. "Tewe" – 6:56
4. "Cichli" – 8:52
5. "Hub" – 7:35
6. "Calbruc" – 3:51
7. "Recury" – 9:44
8. "Pule" – 8:33
9. "Nuane" – 13:13